# Lucania
Lucania és un gènere de peixos de la família dels fundúlids i de l'ordre dels ciprinodontiformes.

## Taxonomia
- Lucania parva (Baird & Girard, 1855).
- Lucania interioris (Hubbs & Miller, 1965).
- Lucania goodei (Jordan, 1880).[1][2]